# H. Roy Waite
H. Roy Waite (1884-1978) est un pionnier de l'aviation (en) et un des premiers inspecteurs aériens pour le Navy Department. Par la suite il restaure un Wright Flyer pour l'exposer au Smithsonian.